# Spaunova vila
Spaunova vila v Rejštejně, čp. 4 v okrese Klatovy je kulturní památka chráněna od roku 1958. Vystavěna byla po roce 1903 dle projektu vídeňského architekta Leopolda Bauera ve stylu secesního klasicismu.

## Maxmilián von Spaun a jeho sklárna v Klášterském Mlýně

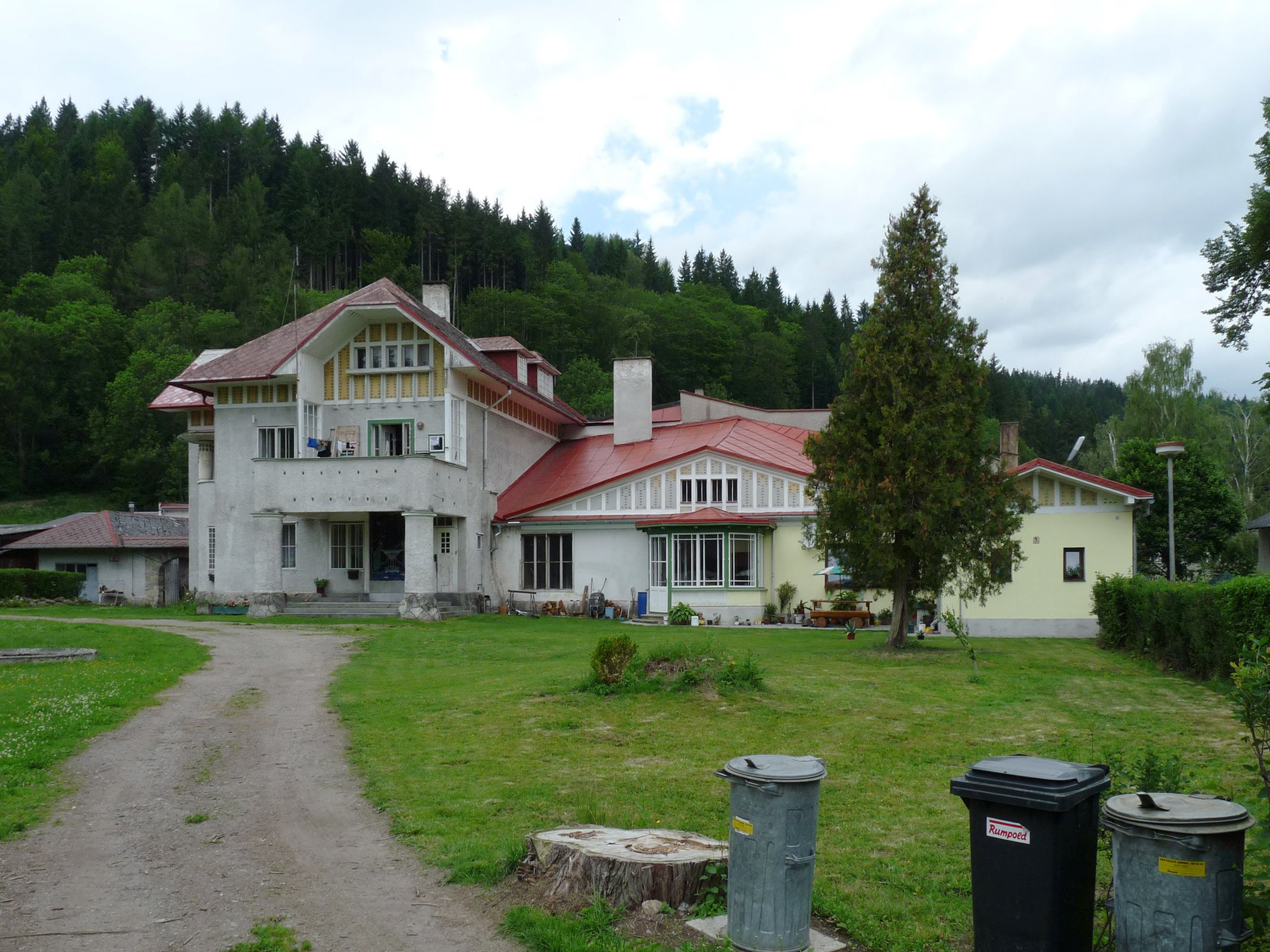
Spaunova vila

Maxmilián von Spaun (1856-1909) se stal majitelem zavedené sklářské hutě Jonann Lötz-vdova v Klášterském Mlýně (dnes součást města Rejštejna) v roce 1879 a byl jím do své smrti v roce 1909. V jeho době patřila k nejvýznamnějším sklárnám v Rakousku-Uhersku. Vrcholu dosáhla výrobou irisovaného skla dekorovaného tenkou vrstvou kovu s duhovými odlesky. Získávala na evropských a světových výstavách řadu ocenění.
Pro Spaunovu sklárnu tvořili návrhy vídeňští umělci v čele se zakladatelem sdružení Wiener Workstädte Josefem Hoffmannem a Kolomanem Moserem. Mezi přátele majitele sklárny Maxe von Spauna patřil rovněž mladý slezsko-rakouský architekt Leopolda Bauer (1872-1938; nejznámějšími jeho stavbami na území ČR jsou bývalý obchodní dům Breda v Opavě a Priessnitzovo sanatorium v Jeseníku).
Postupem času význam sklárny klesal, zrušena byla v roce 1947 a část staveb byla v dalších letech zbourána. V jedné z budov bývalé sklárny je dnes Restaurace a penzion Klášterský Mlýn.
Maxmilián von Spaun je pochován na hřbitově v Rejštejně, náhrobek navrhl Leopold Bauer. Velká kolekce výrobků sklárny je vystavena v expozici Cesty šumavského sklářství v Muzeu Šumavy v Kašperských Horách. V muzeu je rovněž uložena část knihovny Maxmiliána von Spauna.

## Historie vily
Spaunova vila byla svědkem setkání mnoha uměleckých přátel. V roce 1903 trávil několik týdnů na návštěvě v Klášterském Mlýně architekt vídeňské secese Leopold Bauer a Spaun ho angažoval jako projektanta progresivní umělecké orientace pro stavbu reprezentativního rodinného sídla. Bauer během svého pobytu navrhl rozsáhlou secesní rodinnou vilu a její zařízení. Jen část přízemní vstupní haly vznikla přebudováním původní starší přízemní stavby.

## Exteriér a interiér vily
Stavba vznikla v těsném sousedství sklářské hutě mezi hutní halou a budovou vzorkovny na přibližně obdélníkovém půdoryse rozděleném schodištěm na dvě základní části - reprezentativní vstupní halu a jednopatrovou obytnou budovou.
Jižně orientované průčelí bylo obráceno do parkově upravené zahrady v úrovni patra s předsunutou mohutnou terasou. Nad ním v podkroví architekt pohledově uplatnil do střechy vybíhající hrázděný štít s velkým pětidílným oknem. Podnikatelské zaměření majitele sklárny a vily vyjádřil architekt tím, že do původně okrově žluté omítky vsadil prvky z irisovaného skla. Zábradlí terasy a pilíře kryté terasy bylo zdobeno oválnými tvarovkami, plochy štítů zvýrazněny geometrickým vzorem z trojúhelníkových dlaždic. Dekorativnost štítů původně ještě umocňoval červený nátěr trámů hrázdění, čímž Bauer naznačil vztah k tradiční šumavské architektuře.
Funkčně vyřešenému přízemí dominoval velký prostor ložnice s arkýřem a koupelnou s bílými a modrými skleněnými dlaždicemi s efektně lesklým irisovaným povrchem. Principy vídeňské geometrické secese uplatňoval i ve výzdobě dětských pokojů v 1. patře i v dalším mobiliáři, např. v obložení velkolepého krbu skleněnými dlaždicemi ve vstupní hale.
Pravděpodobně v roce 1906 byla u vstupu do vily osazena skleněná mozaika s klasicizujícím vodotryskem a pestrými pávy a motýly od malíře, grafika a řezbáře Richarda Teschnera (1879-1948), rodáka z Karlových Varů. U vchodu se dochovala barevná skleněná mozaika znázorňující fontánu.
Vila zaujímá společně se secesní vilou ve Vimperku (čp. 180) významné místo v Bauerově rané tvorbě. Je ukázkou bydlení z počátku 20. století ve stylu secesního klasicismu a dokládá kontakty sklářského podniku s předními vídeňskými architekty a průmyslovými výtvarníky. 
Původní vybavení budovy je známo dnes již jen z fotografií, dnes jsou v budově již jen nepatrné zbytky původního vybavení vily a návštěvníci mohou vilu obdivovat jen zdálky.

## Reference

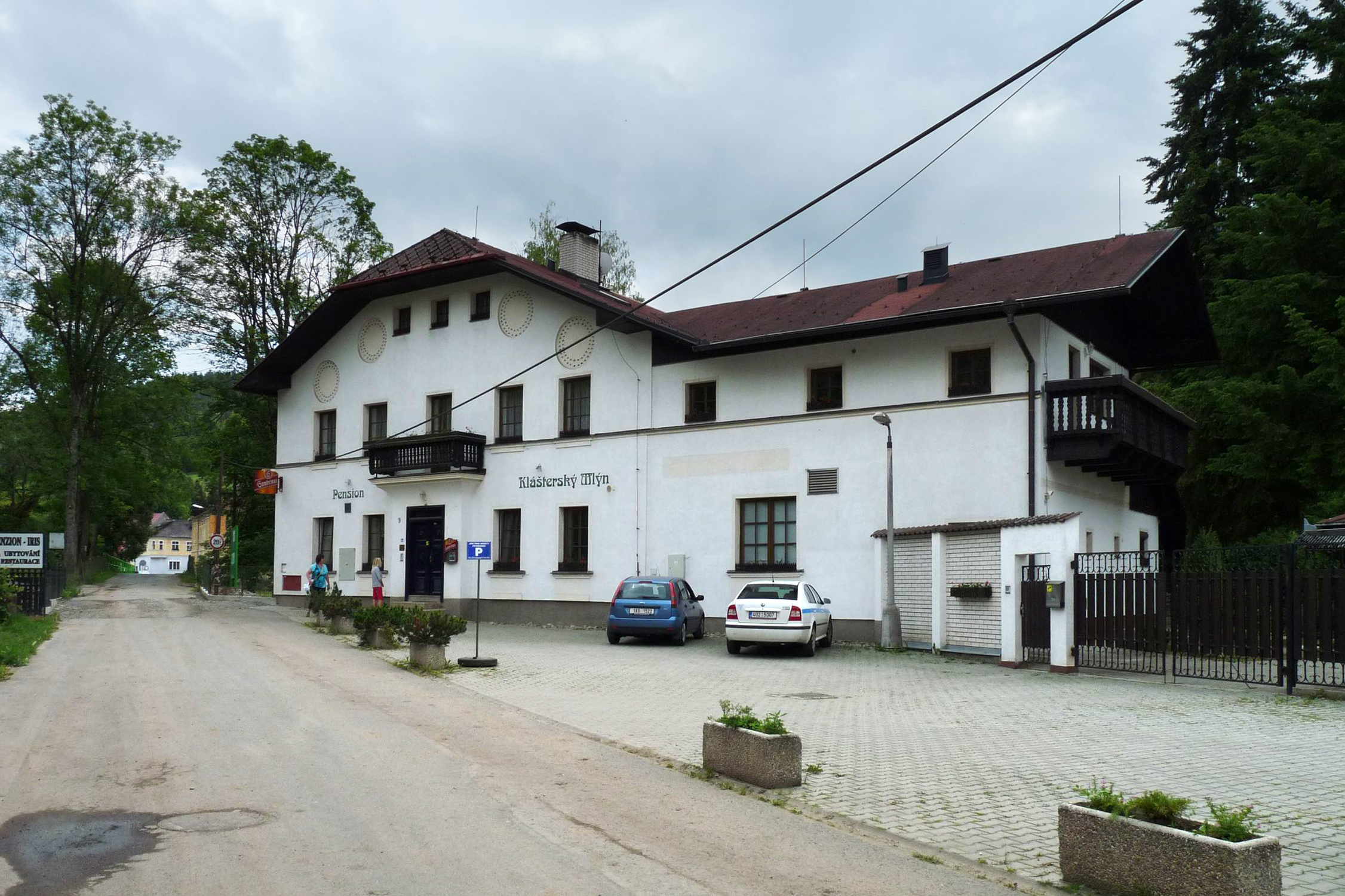
Restaurace a penzion Klášterský Mlýn, jedna z původních budov sklárny